# Язеп Пушча
Язеп Пушча (справж. Ёсіф Плашчынскі; 20 травня 1902, с. Короліщевичі, Мінський повіт — 14 вересня 1964, Мінськ, Білорусь) — білоруський поет,  критик, перекладач. Один із організаторів літературних об'єднань «Маладняк» і «Узвышша». Одна з найбільших фігур літературного руху в Білорусі довоєнної пори.

## Біографія
Народився 20 травня 1902 в с. Короліщевичі в селянській родині Павла і Антоніни Плащинських. Мав трьох братів і двох сестер. Був п'ятим сином у родині. Навчався в Короліщевицькому народному училищі (1910 — 1913), в серпні 1915 був зарахований учнем 2-го класу Мінського вищого початкового училища. З 1918 по серпень 1921 вчиться в Мінському реальному училищі. На цей час припадає його знайомство з творчістю  Янки Купали, що, за його словами, «розбудила ... національну свідомість». У 1920 в рідному селі познайомився з Михайлом Чаротою. У серпні 1921 працював учителем в Короліщевицькій початковій школі. У 1921 — 1922 був слухачем дев'ятимісячних курсів білорусознавства Наркомосвіти Білорусі. Потім був інспектором Мозирського, Мінського повітового відділів народної освіти, викладав білоруську мову і літературу на загальноосвітніх курсах, в музичному технікумі в Мінську.

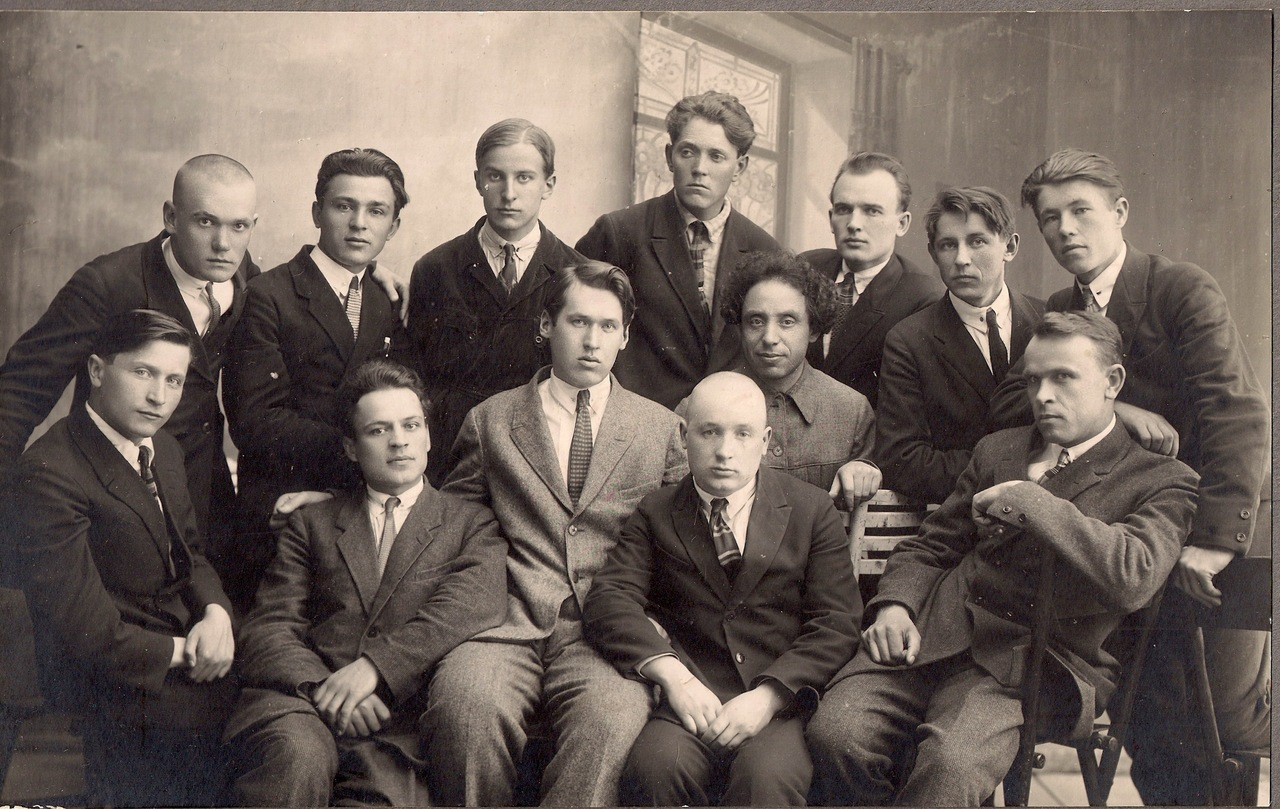
Літературне об'єнання «Узвышша». Язеп Пушча у першому ряду зліва.

Літературну діяльність почав у 1922 з публікації оповідань. У 1923 був одним із засновників літературного об'єднання «Маладняк», а пізніше — «Узвышша». В 1925 — 1927 навчався на педагогічному факультеті  Білоруського державного університету, звідки перевівся до Санкт-Петербурзького державного університету (закінчив чотири курси в 1929). Повернувся в Мінськ, працював стилістичним редактором в Білдержвидавецтві.

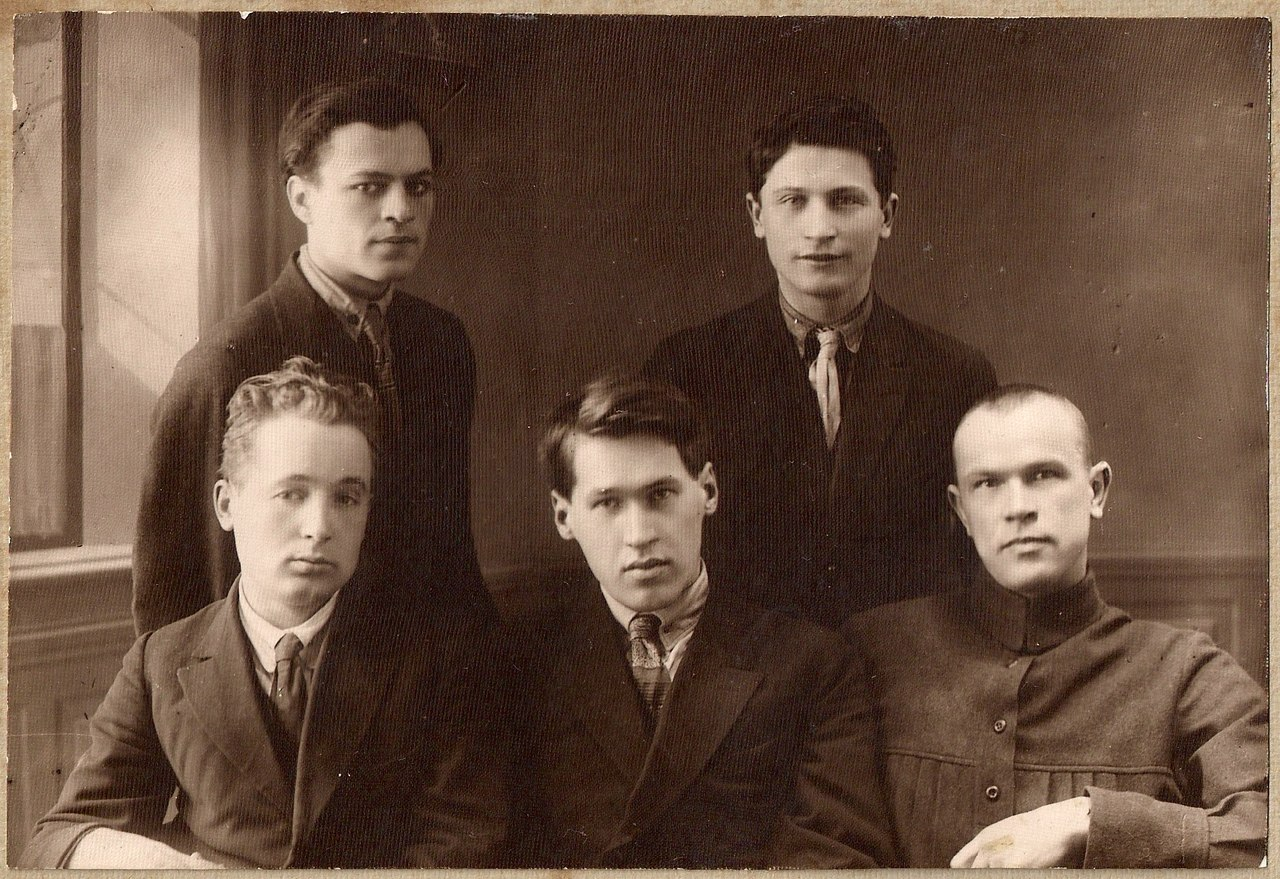
Редколегія часопісу «Ўзвышша»: Язеп Пушча стоїть праворуч, Мінськ, 1927 р.

Заарештований ГПУ Білорусі 25 липня 1930 у справі «Спілки визволення Білорусі». Постановою Колегії ОДПУ СРСР від 10 квітня 1931  засуджений до 5 років заслання. Працював бухгалтером в м. Шадринський на Уралі (1931 — 1935), вісім місяців (1935 — 1936) в радгоспі «Жемте» біля Анапи.
В 1937 — 1941 завідувач початковою частиною, директор Манаковської середньої школи Муромського району Владимирської області. У роки  Другої світової війни на фронті, навчався у 2-му Московському піхотному училищі. Після цього знову в Муромському районі, працював учителем і директором Чаадаевської середньої школи. Реабілітований 30 січня 1956. В 1955 і 1956 відвідав Білорусь. 19 липня 1958 з родиною повернувся в Мінськ. Член Спілки письменників Білорусі з 1958.
Помер 14 вересня 1964 в Мінську. Похований в Короліщевичах.

## Творчість
Перші вірші з'явилися у пресіу 1922. До заслання вийшли збірки віршів «Раніца рыкае» (1925), «Vita» (1926), «Дні вясны» (1927), «Песні на руінах» (1929), а також поеми «Песьня вайны» (1928) і «Цень Консула» (першопочаткова назва «Песьня акупацыі»), пройняті враженнями про  Першу світову війну, а також поема  «Крывавы плякат» (1930). Була підготовлена до видання книга «Мой маніфэст» (захована у вулики, а потім, після арешту брата, спалена сестрою). Була підготовлена до друку, але не вийшла збірка лірики «Грішна книга».
Після приїзду до Мінська у пресі з'являється віршована казка «На Бабрыцы» (1960), книга «Вершы і паэмы» (1960) і збірка «Пачатак легенды» (1963).

## Теми
Рання лірика Язепа Пушчі зазнала сильного впливу селянської стихії, що формувало світовідчуття майбутнього поета в дитинстві. У своїх автобіографічних замітках Я. Пушча відзначав:

Особливо під час жнив захоплювали мене мелодії жнивних пісень, які, здавалося, котяться і котяться з шумом зрілих житніх колосків в чисту блакитну далечінь. Не дарма ж це мотиви моєї ранньої лірики. 

На думку В. А. Максимовича, ця обставина зумовила наявність в ранній ліриці Я. Пушчі імажиніської образності і стилістики. 
Цю особливість письма поета помітив і дослідник білоруської літератури Максим Гарецький в статті «Білоруська література після «Нашої Ниви»:
| - | Шукання і новизна проявилися в білоруській літературі 20-х рр. в першу чергу в імажинізмі. Але ... білоруський імажинізм сам собою зник, як щось окреме, і перейшов, наприклад, в Пушчі, в абсолютно здорову і потрібну творчість оригінальних слів і образів |

Ранній ліриці Я. Пушчі властивий експериментальний пошук можливості образотворчих засобів, слова, частини, але не цілого. Він не виходить за межі констатації побачених явищ. На думку М. Міщанчука, перша збірка поета «Раніца рыкае» — приклад того, як формальний експеримент негативно позначається на поезії в цілому, але необхідний під час пошуку нових поетичних прийомів.
Свою другу поетичну збірку Язеп Пушча назвав «Vita», що означає «життя». Як він пояснював в передмові, назва прийшла під час його зустрічі з поетом Н. Чернушевичем в  А. Бабареки у травні 1923 р., коли вони хотіли визначити назву напряму в тогочасній білоруського поезії:

Кожен з нас більш-менш погоджувався, що чергове її завдання — синтез, стрункого суголосся романтизму життя з його реалізмом, і це ми хотіли назвати словом «Vita» — життя — «вітаїзм». 

Збірка складається з чотирьох розділів — «Жыцьцё», «Мэлёдыі», «Сугучнасьць» і «Нашы дні». Роздуми виступають тут опонентом описовості і витісняють її остаточно. На думку М. Міщанчука, якщо в першій збірці романтична мрія і віра в гармонію перемагали, то в другій вони ніби зіштовхнулися із жорстокою реальністю і стали на тому рубежі, за яким буде «трагедійний розлад зі світом, з людьми, з самим собою, колишнім». У віршах другої збірки є трагедійність світовідчуття і теми дисгармонії життя. За М. Міщанчуком, збірка «Vita» засвідчила повернення поета до постійного, глибоко цивільного відображення дійсності.